# Twierdzenie o wiriale
Twierdzenie (Clausiusa) o wiriale opisuje zależność między średnią energią potencjalną a średnią energią kinetyczną cząstki lub układu. Zgodnie z nim dla pojedynczej cząstki poruszającej się ruchem ograniczonym w polu o potencjale {\displaystyle V=ar^{n},} średnie energie spełniają zależność
{\displaystyle 2\langle {E_{\mathrm {k} }}\rangle =n\langle {E_{\mathrm {p} }}\rangle .}
Na przykład dla oscylatora harmonicznego {\displaystyle V=kr^{2},} a zatem zgodnie z twierdzeniem o wiriale {\displaystyle \langle E_{\mathrm {k} }\rangle =\langle E_{\mathrm {p} }\rangle .} Dla planety w polu grawitacyjnym {\displaystyle V=-k/r,} wobec tego
{\displaystyle 2\langle E_{\mathrm {k} }\rangle =-\langle E_{\mathrm {p} }\rangle .}
Twierdzenie o wiriale stosowane jest przede wszystkim w fizyce statystycznej, pozwala bowiem często obliczyć średnią energię kinetyczną (a więc temperaturę) układu bez analizowania ruchu pojedynczych cząstek. W astrofizyce natomiast używa się go na przykład do wyznaczania mas gromad galaktyk – gdy znamy (z obserwacji) prędkości galaktyk w gromadzie, to możemy wyciągać wnioski na temat potencjału grawitacyjnego, w którym się poruszają. Wyniki takich oszacowań są jedną z przesłanek wskazujących na istnienie ciemnej materii.

## Twierdzenie o wiriale w mechanice kwantowej
Twierdzenie o wiriale występuje również w mechanice kwantowej. Można je wyprowadzić, korzystając z własności komutatorów oraz twierdzenia Ehrenfesta:
{\displaystyle {\frac {\mathrm {d} }{\mathrm {d} t}}\langle A\rangle ={\frac {1}{\mathrm {i} \hbar }}\langle [A,H]\rangle .}
Podstawimy
{\displaystyle A=xp,}
gdzie:
{\displaystyle p} – operator pędu,
{\displaystyle x} – operator położenia,
oraz
{\displaystyle H=T+V(x),}
gdzie:
{\displaystyle T} – operator energii kinetycznej,
{\displaystyle V} – energia potencjalna.
Obliczmy {\displaystyle [xp,T]{:}}
{\displaystyle [xp,T]=[x,T]p+x[p,T]=[x,T]p={\frac {1}{2m}}[x,p^{2}]p={\frac {1}{2m}}{\big (}[x,p]p+p[x,p]{\big )}p={\frac {2\mathrm {i} \hbar }{2m}}p^{2}=2\mathrm {i} \hbar T.}
Obliczmy {\displaystyle [xp,V(x)]{:}}
{\displaystyle {\big [}xp,V(x){\big ]}={\big [}x,V(x){\big ]}p+x{\big [}p,V(x){\big ]}=x{\big [}p,V(x){\big ]}=-\mathrm {i} \hbar x\left[{\frac {\mathrm {d} }{\mathrm {d} x}},V(x)\right]=-\mathrm {i} \hbar x\left({\frac {\mathrm {d} V(x)}{\mathrm {d} x}}+V(x){\frac {\mathrm {d} }{\mathrm {d} x}}-V(x){\frac {\mathrm {d} }{\mathrm {d} x}}\right)=-\mathrm {i} \hbar x{\frac {\mathrm {d} V(x)}{\mathrm {d} x}}.}
Ostatecznie mamy:
{\displaystyle [xp,H]=[xp,T]+{\big [}xp,V(x){\big ]}=\mathrm {i} \hbar \left(2T-x{\frac {\mathrm {d} V(x)}{\mathrm {d} x}}\right).}
Podstawiając do twierdzenia Ehrenfesta, dostajemy
{\displaystyle {\frac {\mathrm {d} }{\mathrm {d} t}}\langle xp\rangle =2\langle T\rangle -\left\langle x{\frac {\mathrm {d} V(x)}{\mathrm {d} x}}\right\rangle .}
Średnie {\displaystyle \langle \dots \rangle } w powyższym równaniu należy obliczać dla stanu własnego {\displaystyle \psi } hamiltonianu. Lewa strona równości jest wtedy równa 0:
{\displaystyle {\frac {\mathrm {d} }{\mathrm {d} t}}\langle xp\rangle ={\frac {\mathrm {d} }{\mathrm {d} t}}\langle \psi |xp|\psi \rangle =\langle {\dot {\psi }}|xp|\psi \rangle +\langle \psi |xp|{\dot {\psi }}\rangle ={\frac {-1}{\mathrm {i} \hbar }}\langle \psi |Exp|\psi \rangle +{\frac {1}{\mathrm {i} \hbar }}\langle \psi |xpE|\psi \rangle =0,}
gdzie:
{\displaystyle E} – energia całkowita w tym stanie.
Wówczas równanie przyjmuje postać:
{\displaystyle 2\langle T\rangle =\left\langle x{\frac {\mathrm {d} V(x)}{\mathrm {d} x}}\right\rangle .}
Przyjmując {\displaystyle V(x)=ax^{n},} dostajemy twierdzenie o wiriale.